# 알퐁스 마삼바데바
알퐁스 마삼바데바(프랑스어: Alphonse Massamba-Débat, 1921년 2월 11일~1977년 5월 25일)는 콩고 공화국의 정치인이자 제2대 대통령으로 1963년부터 1968년까지 일당제로 콩고 공화국을 이끌었다.

## 어린 시절
1921년 프랑스령 적도 아프리카 보코구의 은콜로라는 작은 마을에서 콩고 가문에서 라리족으로 태어났다.그는 선교학교와 보코구 학교에서 초등교육을 받았다. 그 후 그는 브라자빌에 있는 에두아르 레나르 학교에서 교사로 훈련을 받았다. 13살 때, 그는 교사였고 1945년부터 1948년까지 차드로 가르치기 위해 갔다. 1940년에는 반식민주의 진보당에 입당했고 1945년에는 차드 발전 협회의 총서기를 지냈다. 1947년 그는 콩고로 돌아와 1948년부터 1953년까지 모센조에 있는 학교의 교장을 맡았고, 1953년부터 1956년까지 민둘리에 있었다. 1957년 브라자빌에 있는 바콩고 세속학교의 교장이었으며, 콩고 진보당에 입당했다.

## 경력
1957년 마삼바데바는 풀베르 율루의 아프리카 이익방어 민주연합(UDDIA)에 입당하여 교직을 그만두고 교육부 장관이 되었고, 2년 후 국회의원으로 선출되었다. 1959년, 그는 국회의장이 되었고 권력을 유지했고, 후에 국무장관과 기획장관을 역임했지만, 그는 많은 사람들이 프랑스에 지나치게 의존하고 있다고 인식한 콩고 초대 대통령 풀베르 율루의 정부를 비판하기 시작했다.
1963년 8월 15일 콩고 공화국의 대통령 풀베르 율루가 쿠데타로 축출되자 대통령직은 정지되었다. 다음날 마삼바데바 혁명평의회 의장이 총리로, 국가혁명평의회(National Council of the Revolution)가 전국에서 유일한 합법 정당으로 선포됐다. 1963년 12월 19일 마삼바데바가 대통령에 당선되었고 파스칼 리수바가 새 총리로 선출되었다.

## 쿠데타 및 총살형
1968년 마삼바데바는 무혈 쿠데타로 정계를 떠나게 되었고, 마삼바데바는 고향으로 돌아갔다. 마리앵 응구아비의 암살 후 몇 시간 후 마삼바데바는 체포되었다. 1977년 응구아비가 살해되었을 때, 마삼바데바를 포함한 많은 사람들이 암살을 모의한 혐의로 체포되어 재판을 받았다. 마삼바데바는 1977년 3월 25일 밤 총살형에 처해졌다.

## 같이 보기
- 냉전
- 콩고 인민공화국